# Mathieu Maertens
Mathieu Maertens (Bruges, 27 marzo 1995) è un calciatore belga, centrocampista dell'OH Lovanio.

## Caratteristiche tecniche
È un centrocampista difensivo.

## Carriera
Cresciuto nel settore giovanile del Cercle Bruges, debutta fra i professionisti il 29 marzo 2014 giocando l'incontro di Pro League perso 4-0 contro il Kortrijk. A partire dalla stagione seguente viene promosso in pianta stabile in prima squadra ed il 2 dicembre realizza la sua prima rete segnando il gol del definitivo 3-0 contro il Coxyde in Coppa del Belgio. Retrocesso al termine della stagione, gioca altri due campionati con il club verde-nero prima di passare all'OH Lovanio il 12 luglio 2017.

## Statistiche
Statistiche aggiornate al 26 dicembre 2020.

### Presenze e reti nei club
| Stagione             | Squadra              | Campionato           | Campionato | Campionato | Coppe nazionali | Coppe nazionali | Coppe nazionali | Coppe continentali | Coppe continentali | Coppe continentali | Altre coppe | Altre coppe | Altre coppe | Totale | Totale | Totale |
| Stagione             | Squadra              | Comp                 | Pres       | Reti       | Comp            | Pres            | Reti            | Comp               | Pres               | Reti               | Comp        | Pres        | Reti        | Pres   | Reti   |        |
| -------------------- | -------------------- | -------------------- | ---------- | ---------- | --------------- | --------------- | --------------- | ------------------ | ------------------ | ------------------ | ----------- | ----------- | ----------- | ------ | ------ | ------ |
| 2013-2014            | Cercle Bruges        | D1                   | 2          | 0          | CB              | 0               | 0               |                    | -                  | -                  |             | -           | -           | 2      | 0      |        |
| 2014-2015            | Cercle Bruges        | D1                   | 11         | 0          | CB              | 5               | 1               |                    | -                  | -                  |             | -           | -           | 16     | 1      |        |
| 2015-2016            | Cercle Bruges        | D2                   | 25         | 6          | CB              | 2               | 1               |                    | -                  | -                  |             | -           | -           | 27     | 7      |        |
| 2016-2017            | Cercle Bruges        | D2                   | 28         | 0          | CB              | 2               | 0               |                    | -                  | -                  |             | -           | -           | 30     | 0      |        |
| Totale Cercle Bruges | Totale Cercle Bruges | Totale Cercle Bruges | 66         | 6          |                 | 9               | 2               |                    | -                  | -                  |             | -           | -           | 75     | 8      |        |
| 2017-2018            | OH Lovanio           | D2                   | 26+9       | 3+0        | CB              | 2               | 1               |                    | -                  | -                  |             | -           | -           | 37     | 4      |        |
| 2018-2019            | OH Lovanio           | D2                   | 25         | 7          | CB              | 1               | 0               |                    | -                  | -                  |             | -           | -           | 26     | 7      |        |
| 2019-2020            | OH Lovanio           | D2                   | 28         | 8          | CB              | 2               | 1               |                    | -                  | -                  |             | -           | -           | 30     | 9      |        |
| 2020-2021            | OH Lovanio           | D1                   | 12         | 3          | CB              | 1               | 0               |                    | -                  | -                  |             | -           | -           | 13     | 3      |        |
| Totale carriera      | Totale carriera      | Totale carriera      | 100        | 21         |                 | 6               | 2               |                    | -                  | -                  |             | -           | -           | 106    | 23     |        |
| Totale carriera      | Totale carriera      | Totale carriera      | 166        | 27         |                 | 15              | 4               |                    | -                  | -                  |             | -           | -           | 181    | 31     |        |